# Кужяйское староство
Кужяйское староство (лит. Kužių seniūnija) — одно из 11 староств Шяуляйского района, Шяуляйского уезда Литвы. Административный центр — местечко Кужяй.

## География
Расположено на северо-западе Литвы, в центральной части Шяуляйского района, на Жемайтской возвышенности.
Граничит с Куршенайским сельским староством на западе, Бубяйским — на юго-западе и юге, Шяуляйским сельским — на востоке, и Грузджяйским — на севере.

## Население
Кужяйское староство включает в себя местечко Кужяй и 46 деревень.
| 2001                           | 2009 | 2010 |
| ------------------------------ | ---- | ---- |
| 4223                           | 3924 | 3765 |
| Гистограмма динамики населения |      |      |